# Фетишизм куріння
Курильний фетишизм (також відомий як капнолангія) — сексуальний фетиш, збуджувальним фактором, у якому є паління об'єктом бажання тютюнових виробів, найчастіше сигарет.
Згідно з дослідженнями, проведеними 2003 року, курильний фетишизм ніколи раніше не був предметом наукових досліджень, але про це явище згадувалося в кількох газетах

## Причини
Як і будь-який інший сексуальний фетиш, курильний фетиш формується в ранньому дитинстві і в підлітковому віці. Найімовірніше, формувальним механізмом курильного фетиша є сексуалізація процесу куріння. Серед причин, що запускають цей механізм, можуть бути такі чинники:
- взаємодія з привабливою людиною, яка палить, у ранньому дитинстві;
- вплив ЗМІ і масової культури, які до початку 2000-х років традиційно сексуалізували паління (фільми, зокрема епохи нуар, реклама, модні покази, музичні кліпи)[1][2];
- жіночність мови тіла більшості курців;
- сприйняття куріння як факт порушення табу, як символ незалежності;
- сприйняття образу курця як сміливої, імпульсивної, розкутої особистості;
- зв'язок куріння сигар з образом досить багатої людини;
- садомазохізм: задоволення від усвідомлення навмисного заподіяння шкоди курця своєму здоров'ю;
- чинники психосексуального розвитку, що пов'язують паління з оральною та фалічною фазами розвитку особистості за Фройдом.

## Відомі люди про курильний фетиш
Російський артист Михаїл Боярський в одному з інтерв'ю зізнався, що небайдужий до дівчат, які палять: «Жінки пікантні та гарні, коли вони тримають тонку сигарету з довгим мундштуком. Але якщо вони це роблять рідко і вчасно».